# Équipe de Côte d'Ivoire de football à la Coupe d'Afrique des nations 2019
L’équipe de Côte d'Ivoire de football participe à la Coupe d'Afrique des nations 2019 organisée en Égypte du 21 juin au 19 juillet 2019. Elle atteint les quarts de finale, où elle est battue aux tirs au but par l'Algérie, futur vainqueur.

## Qualifications
La Côte d'Ivoire est placée dans le groupe H des qualifications qui se déroulent du 9 juin 2017 au 23 mars 2019. Sa qualification est acquise à l'issue de la cinquième journée.

### Résultats
| Rang | Équipe        | Pts | J | G | N | P | Bp | Bc | Diff |  | Résultats (▼ dom., ► ext.) |     |     |     |     |
| ---- | ------------- | --- | - | - | - | - | -- | -- | ---- |  | -------------------------- | --- | --- | --- | --- |
| 1    | Guinée        | 12  | 6 | 3 | 3 | 0 | 8  | 4  | +4   |  | Guinée                     |     | 1-1 | 1-0 | 2-0 |
| 2    | Côte d'Ivoire | 11  | 6 | 3 | 2 | 1 | 12 | 5  | +7   |  | Côte d'Ivoire              | 2-3 |     | 4-0 | 3-0 |
| 3    | Centrafrique  | 6   | 6 | 1 | 3 | 2 | 4  | 8  | -4   |  | Centrafrique               | 0-0 | 0-0 |     | 2-1 |
| 4    | Rwanda        | 2   | 6 | 0 | 2 | 4 | 5  | 12 | -7   |  | Rwanda                     | 1-1 | 1-2 | 2-2 |     |

| Samedi 10 juin 2017 | Côte d'Ivoire   | 2 - 3 | Guinée                              |                                                                |                                                                |
| 18:00 GMT           | Doumbia 14e 61e | (1-1) | 31e Diallo · 65e Kamano · 78e Keita | Stade de Bouaké, Bouaké Arbitrage : Hélder Martins de Carvalho | Stade de Bouaké, Bouaké Arbitrage : Hélder Martins de Carvalho |
| 18:00 GMT           | Rapport         |       |                                     | Stade de Bouaké, Bouaké Arbitrage : Hélder Martins de Carvalho | Stade de Bouaké, Bouaké Arbitrage : Hélder Martins de Carvalho |

| 9 septembre 2018 | Rwanda     | 1 - 2 | Côte d'Ivoire           |                                                              |                                                              |
| 15h30 (UTC+2)    | Kagere 66e | (0-1) | 45e Kodjia · 49e Gradel | Stade Régional Nyamirambo, Kigali Arbitrage : Jackson Pavaza | Stade Régional Nyamirambo, Kigali Arbitrage : Jackson Pavaza |
| 15h30 (UTC+2)    | Rapport    |       |                         | Stade Régional Nyamirambo, Kigali Arbitrage : Jackson Pavaza | Stade Régional Nyamirambo, Kigali Arbitrage : Jackson Pavaza |

| 12 octobre 2018 | Côte d'Ivoire                                       | 4 - 0 | Centrafrique |                                                           |                                                           |
|                 | Kodjia 26e · Bailly 52e · Doukouré 58e · Cornet 75e | (1-0) |              | Stade de la Paix, Bouaké Arbitrage : Alex Muhabi Nsulumbi | Stade de la Paix, Bouaké Arbitrage : Alex Muhabi Nsulumbi |
|                 | Rapport                                             |       |              | Stade de la Paix, Bouaké Arbitrage : Alex Muhabi Nsulumbi | Stade de la Paix, Bouaké Arbitrage : Alex Muhabi Nsulumbi |

| 16 octobre 2018 | Centrafrique | 0 - 0 | Côte d'Ivoire |                                                                       |                                                                       |
|                 |              | (0-0) |               | Complexe Sportif Barthélemy Boganda, Bangui Arbitrage : Janny Sikazwe | Complexe Sportif Barthélemy Boganda, Bangui Arbitrage : Janny Sikazwe |
|                 | Rapport      |       |               | Complexe Sportif Barthélemy Boganda, Bangui Arbitrage : Janny Sikazwe | Complexe Sportif Barthélemy Boganda, Bangui Arbitrage : Janny Sikazwe |

| 18 novembre 2018 | Guinée      | 1 - 1 | Côte d'Ivoire |                                                           |                                                           |
|                  | Yattara 11e | (1-1) | 21e Seri      | Stade du 28-Septembre, Conakry Arbitrage : Redouane Jiyed | Stade du 28-Septembre, Conakry Arbitrage : Redouane Jiyed |
|                  | Rapport     |       |               | Stade du 28-Septembre, Conakry Arbitrage : Redouane Jiyed | Stade du 28-Septembre, Conakry Arbitrage : Redouane Jiyed |

| 23 mars 2019 | Côte d'Ivoire                     | 3 - 0 | Rwanda |                                                                      |                                                                      |
|              | Pépé 7e · Bailly 67e · Cornet 72e | (1-0) |        | Stade Félix-Houphouët-Boigny, Abidjan Arbitrage : Tsegay Mogos Teklu | Stade Félix-Houphouët-Boigny, Abidjan Arbitrage : Tsegay Mogos Teklu |
|              | Rapport                           |       |        | Stade Félix-Houphouët-Boigny, Abidjan Arbitrage : Tsegay Mogos Teklu | Stade Félix-Houphouët-Boigny, Abidjan Arbitrage : Tsegay Mogos Teklu |

### Statistiques

#### Buteurs
| Buts | Joueurs                                                            |
| ---- | ------------------------------------------------------------------ |
| 2    | Éric Bailly, Maxwel Cornet, Seydou Doumbia, Jonathan Kodjia        |
| 1    | Cheick Doukouré, Max-Alain Gradel, Nicolas Pépé, Jean Michaël Seri |

## Préparation
Trois jours après la fin des éliminatoires, la Côte d'Ivoire reçoit le Liberia pour un match amical. Elle s'impose sur un penalty en fin de match (1-0).
Les Ivoiriens commencent leur préparation à Chantilly, en France, le 1er juin, avec une dizaine de joueurs. Ils remportent leur premier match de préparation face aux Comores le 7 juin (3-1).
Les Éléphants continuent ensuite leur préparation aux Émirats arabes unis du 10 au 20 juin. Ils s'inclinent face à l'Ouganda le 14 juin (0-1) puis se rassurent en battant largement la Zambie (4-1) le 19 juin.
| 26 mars 2019 | Côte d'Ivoire       | 1 - 0 | Liberia |                                                                 |                                                                 |
|              | Kodjia 90+1e (pen.) | (0-0) |         | Stade Félix-Houphouët-Boigny, Abidjan Arbitrage : Jean Ouattara | Stade Félix-Houphouët-Boigny, Abidjan Arbitrage : Jean Ouattara |

| 7 juin 2019 | Côte d'Ivoire                            | 3 - 1 | Comores                 |                                          |                                          |
| 18h00       | Bony 40e 59e · Kassim Abdallah 90e (csc) | (1-0) | 90+4e (pen.) M'Changama | Stade de la Libération, Boulogne-sur-Mer | Stade de la Libération, Boulogne-sur-Mer |

| 15 juin 2019 | Côte d'Ivoire | 0 - 1 | Ouganda         |                                |                                |
|              |               | (0-1) | 35e (pen.) Miya | Stade Cheikh Zayed, Abou Dhabi | Stade Cheikh Zayed, Abou Dhabi |

| 19 juin 2019 | Côte d'Ivoire                                 | 4 - 1 | Zambie            |                               |                               |
|              | Kodjia 27e · Seri 40e · Cornet 57e · Bony 83e | (2-1) | 13e (pen.) Sakala | Stade Cheikh Zayed, Abu Dhabi | Stade Cheikh Zayed, Abu Dhabi |

## Compétition

### Tirage au sort
Le tirage au sort de la CAN se déroule le 12 avril 2019 au Caire, face au Sphinx et aux Pyramides. Il est effectué par d'anciens joueurs dont l'Ivoirien Yaya Touré. La Côte d'Ivoire est placée dans le chapeau 2 en raison de son classement FIFA.
Le tirage au sort donne alors comme adversaires des Éléphants, le Maroc (chapeau 1, 45e au classement FIFA), l'Afrique du Sud (chapeau 3, 73e) et la Namibie (chapeau 4, 113e) dans le groupe D.

### Effectif
Le sélectionneur Ibrahim Kamara annonce une pré-liste de vingt-sept joueurs le 29 mai.
Le gardien Abdoul Karim Cissé, victime d'une rupture d'un ligament croisé du genou droit en demi-finale de la coupe de Côte d'Ivoire, déclare forfait. De même, Abdoulaye Bamba et Ismaël Diomandé déclarent forfait pour blessure. Souleyman Doumbia est appelé en renfort en cours de stage.
La liste définitive est annoncée le 9 juin. Yohan Boli et Simon Deli sont les deux derniers joueurs écartés.

### Phase de poules
| Rang | Équipe         | Pts | J | G | N | P | Bp | Bc | Diff |  | Résultats (▼ dom., ► ext.) |     |     |     |     |
| ---- | -------------- | --- | - | - | - | - | -- | -- | ---- |  | -------------------------- | --- | --- | --- | --- |
| 1    | Maroc          | 9   | 3 | 3 | 0 | 0 | 3  | 0  | +3   |  | Maroc                      |     | 1-0 | 1-0 | 1-0 |
| 2    | Côte d'Ivoire  | 6   | 3 | 2 | 0 | 1 | 5  | 2  | +3   |  | Côte d'Ivoire              | 0-1 |     | 1-0 | 4-1 |
| 3    | Afrique du Sud | 3   | 3 | 1 | 0 | 2 | 1  | 2  | -1   |  | Afrique du Sud             | 0-1 | 0-1 |     | 1-0 |
| 4    | Namibie        | 0   | 3 | 0 | 0 | 3 | 1  | 6  | -5   |  | Namibie                    | 0-1 | 1-4 | 0-1 |     |

     Équipe qualifiée ou victorieuse; Pts = points; J = joués; G = gagnés; N = nuls; P = perdus;
Bp = buts pour; Bc = buts contre; Diff = différence de buts
| 24 juin 2019 | Côte d'Ivoire                     | 1 - 0   | Afrique du Sud | Stade Al Salam, Le Caire                         |                                                  |
| 16h30 CAT    | Kodjia 64e                        | (0 - 0) |                | Spectateurs : 4 961 Arbitrage : Mustapha Ghorbal | Spectateurs : 4 961 Arbitrage : Mustapha Ghorbal |
| 16h30 CAT    | Seri 40e · Gradel 57e · Kanon 61e | Rapport | 23e Mothiba    | Spectateurs : 4 961 Arbitrage : Mustapha Ghorbal | Spectateurs : 4 961 Arbitrage : Mustapha Ghorbal |

| 28 juin 2019 | Maroc         | 1-0     | Côte d'Ivoire | Stade Al Salam, Le Caire |                         |
| 19h00 CAT    | En-Nesyri 23e |         |               | Arbitrage : Sidi Alioum  | Arbitrage : Sidi Alioum |
| 19h00 CAT    | El Ahmadi 69e | Rapport | 59e Coulibaly | Arbitrage : Sidi Alioum  | Arbitrage : Sidi Alioum |

| 1er juillet 2019 | Namibie      | 1 - 4   | Côte d'Ivoire                                | Stade du 30 Juin, Le Caire |                          |
| 18h00 CAT        | Kamatuka 71e | (0-1)   | 39e Gradel · 58e Dié · 84e Zaha · 89e Cornet | Arbitrage : Peter Waweru   | Arbitrage : Peter Waweru |
| 18h00 CAT        | Hotto 78e    | Rapport |                                              | Arbitrage : Peter Waweru   | Arbitrage : Peter Waweru |

### Phase à élimination directe
| Huitième de finale       | Mali             | 0 - 1   | Côte d'Ivoire   | Stade de Suez, Suez       |                           |
| 8 juillet 2019 18h00 CAT |                  | (0 - 0) | 76e Zaha        | Arbitrage : Janny Sikazwe | Arbitrage : Janny Sikazwe |
| 8 juillet 2019 18h00 CAT | L. Coulibaly 36e | Rapport | 28e M. Bagayoko | Arbitrage : Janny Sikazwe | Arbitrage : Janny Sikazwe |

| Quart de finale           | Côte d'Ivoire                                                    | 1 - 1 a. p.          | Algérie                                         | Stade de Suez, Suez                                   |                                                       |
| 11 juillet 2019 18h00 CAT | Kodjia 62e                                                       | (0 - 1, 1- 1, 1 - 1) | 20e Feghouli                                    | Spectateurs : 8 233 Arbitrage : Bamlak Tessema Weyesa | Spectateurs : 8 233 Arbitrage : Bamlak Tessema Weyesa |
| 11 juillet 2019 18h00 CAT | Zaha 29e · Bagayoko 43e · Gbohouo 46e · Kessié 88e · Comara 120e | Rapport              | 29e Bensebaini · 39e Bennacer ·                 | Spectateurs : 8 233 Arbitrage : Bamlak Tessema Weyesa | Spectateurs : 8 233 Arbitrage : Bamlak Tessema Weyesa |
| 11 juillet 2019 18h00 CAT | Kessié · Cornet · Bony · Gradel · Die                            | Tirs au but          | Bensebaini · Slimani · Delort · Ounas · Belaïli | Spectateurs : 8 233 Arbitrage : Bamlak Tessema Weyesa | Spectateurs : 8 233 Arbitrage : Bamlak Tessema Weyesa |

### Statistiques

#### Temps de jeu
| Joueur               |          |          |          |          |          | TT       | But inscrit | MJ       | MT       | Légende |
| -------------------- | -------- | -------- | -------- | -------- | -------- | -------- | ----------- | -------- | -------- | --- |
| Gardiens             | Gardiens | Gardiens | Gardiens | Gardiens | Gardiens | Gardiens | Gardiens    | Gardiens | Gardiens | Abréviations et symboles : TT : Total de minutes jouées MJ : Nombre de matchs joués MT : Matchs joués en tant que titulaire : but : joueur entré : joueur remplacé : capitaine : carton jaune : carton rouge |
| Sylvain Gbohouo      | 90       | 90       | 90       | 90       | 120      | 480      | -           | 5        | 5        | Abréviations et symboles : TT : Total de minutes jouées MJ : Nombre de matchs joués MT : Matchs joués en tant que titulaire : but : joueur entré : joueur remplacé : capitaine : carton jaune : carton rouge |
| Badra Sangaré        | -        | -        | -        | -        | -        | -        | -           | -        | -        | Abréviations et symboles : TT : Total de minutes jouées MJ : Nombre de matchs joués MT : Matchs joués en tant que titulaire : but : joueur entré : joueur remplacé : capitaine : carton jaune : carton rouge |
| Eliezer Tapé Ira     | -        | -        | -        | -        | -        | -        | -           | -        | -        | Abréviations et symboles : TT : Total de minutes jouées MJ : Nombre de matchs joués MT : Matchs joués en tant que titulaire : but : joueur entré : joueur remplacé : capitaine : carton jaune : carton rouge |
| Défenseurs           |          |          |          |          |          |          |             |          |          | Abréviations et symboles : TT : Total de minutes jouées MJ : Nombre de matchs joués MT : Matchs joués en tant que titulaire : but : joueur entré : joueur remplacé : capitaine : carton jaune : carton rouge |
| Serge Aurier         | 90       | 70       | -        | -        | -        | 160      | -           | 2        | 2        | Abréviations et symboles : TT : Total de minutes jouées MJ : Nombre de matchs joués MT : Matchs joués en tant que titulaire : but : joueur entré : joueur remplacé : capitaine : carton jaune : carton rouge |
| Mamadou Bagayoko     | -        | 20       | 90       | 90       | 120      | 320      | -           | 4        | 3        | Abréviations et symboles : TT : Total de minutes jouées MJ : Nombre de matchs joués MT : Matchs joués en tant que titulaire : but : joueur entré : joueur remplacé : capitaine : carton jaune : carton rouge |
| Wonlo Coulibaly      | 87       | 90       | 90       | 90       | 120      | 477      | -           | 5        | 5        | Abréviations et symboles : TT : Total de minutes jouées MJ : Nombre de matchs joués MT : Matchs joués en tant que titulaire : but : joueur entré : joueur remplacé : capitaine : carton jaune : carton rouge |
| Ismaël Traoré        | 90       | 90       | 90       | 90       | 120      | 480      | -           | 5        | 5        | Abréviations et symboles : TT : Total de minutes jouées MJ : Nombre de matchs joués MT : Matchs joués en tant que titulaire : but : joueur entré : joueur remplacé : capitaine : carton jaune : carton rouge |
| Wilfried Kanon       | 90       | 90       | 90       | 90       | 54       | 414      | -           | 5        | 5        | Abréviations et symboles : TT : Total de minutes jouées MJ : Nombre de matchs joués MT : Matchs joués en tant que titulaire : but : joueur entré : joueur remplacé : capitaine : carton jaune : carton rouge |
| Cheick Comara        | -        | -        | -        | -        | 66       | 66       | -           | 1        | -        | Abréviations et symboles : TT : Total de minutes jouées MJ : Nombre de matchs joués MT : Matchs joués en tant que titulaire : but : joueur entré : joueur remplacé : capitaine : carton jaune : carton rouge |
| Souleyman Doumbia    | 3        | -        | -        | -        | -        | 3        | -           | 1        | -        | Abréviations et symboles : TT : Total de minutes jouées MJ : Nombre de matchs joués MT : Matchs joués en tant que titulaire : but : joueur entré : joueur remplacé : capitaine : carton jaune : carton rouge |
| Milieux              |          |          |          |          |          |          |             |          |          | Abréviations et symboles : TT : Total de minutes jouées MJ : Nombre de matchs joués MT : Matchs joués en tant que titulaire : but : joueur entré : joueur remplacé : capitaine : carton jaune : carton rouge |
| Franck Kessié        | 90       | 90       | 90       | 90       | 120      | 480      | -           | 5        | 5        | Abréviations et symboles : TT : Total de minutes jouées MJ : Nombre de matchs joués MT : Matchs joués en tant que titulaire : but : joueur entré : joueur remplacé : capitaine : carton jaune : carton rouge |
| Serey Dié            | 90       | 90       | 90       | 90       | 120      | 480      | 1           | 5        | 5        | Abréviations et symboles : TT : Total de minutes jouées MJ : Nombre de matchs joués MT : Matchs joués en tant que titulaire : but : joueur entré : joueur remplacé : capitaine : carton jaune : carton rouge |
| Jean-Philippe Gbamin | -        | -        | 80       | 90       | 42       | 212      | -           | 3        | 3        | Abréviations et symboles : TT : Total de minutes jouées MJ : Nombre de matchs joués MT : Matchs joués en tant que titulaire : but : joueur entré : joueur remplacé : capitaine : carton jaune : carton rouge |
| Jean Michaël Seri    | 69       | 63       | -        | -        | -        | 132      | -           | 2        | 2        | Abréviations et symboles : TT : Total de minutes jouées MJ : Nombre de matchs joués MT : Matchs joués en tant que titulaire : but : joueur entré : joueur remplacé : capitaine : carton jaune : carton rouge |
| Ibrahim Sangaré      | -        | -        | 10       | -        | 78       | 88       | -           | 2        | 1        | Abréviations et symboles : TT : Total de minutes jouées MJ : Nombre de matchs joués MT : Matchs joués en tant que titulaire : but : joueur entré : joueur remplacé : capitaine : carton jaune : carton rouge |
| Victorien Angban     | -        | -        | -        | -        | -        | -        | -           | -        | -        | Abréviations et symboles : TT : Total de minutes jouées MJ : Nombre de matchs joués MT : Matchs joués en tant que titulaire : but : joueur entré : joueur remplacé : capitaine : carton jaune : carton rouge |
| Attaquants           |          |          |          |          |          |          |             |          |          | Abréviations et symboles : TT : Total de minutes jouées MJ : Nombre de matchs joués MT : Matchs joués en tant que titulaire : but : joueur entré : joueur remplacé : capitaine : carton jaune : carton rouge |
| Jonathan Kodjia      | 90       | 90       | 5        | 85       | 96       | 366      | 2           | 5        | 4        | Abréviations et symboles : TT : Total de minutes jouées MJ : Nombre de matchs joués MT : Matchs joués en tant que titulaire : but : joueur entré : joueur remplacé : capitaine : carton jaune : carton rouge |
| Max-Alain Gradel     | 87       | 55       | 68       | -        | 120      | 330      | 1           | 4        | 4        | Abréviations et symboles : TT : Total de minutes jouées MJ : Nombre de matchs joués MT : Matchs joués en tant que titulaire : but : joueur entré : joueur remplacé : capitaine : carton jaune : carton rouge |
| Nicolas Pépé         | 90       | 90       | -        | 68       | -        | 248      | -           | 3        | 3        | Abréviations et symboles : TT : Total de minutes jouées MJ : Nombre de matchs joués MT : Matchs joués en tant que titulaire : but : joueur entré : joueur remplacé : capitaine : carton jaune : carton rouge |
| Wilfried Zaha        | 21       | -        | 90       | 90       | 94       | 295      | 2           | 4        | 3        | Abréviations et symboles : TT : Total de minutes jouées MJ : Nombre de matchs joués MT : Matchs joués en tant que titulaire : but : joueur entré : joueur remplacé : capitaine : carton jaune : carton rouge |
| Maxwel Cornet        | 3        | 35       | 22       | 22       | 26       | 108      | 1           | 5        | -        | Abréviations et symboles : TT : Total de minutes jouées MJ : Nombre de matchs joués MT : Matchs joués en tant que titulaire : but : joueur entré : joueur remplacé : capitaine : carton jaune : carton rouge |
| Roger Assalé         | -        | -        | -        | -        | -        | -        | -           | -        | -        | Abréviations et symboles : TT : Total de minutes jouées MJ : Nombre de matchs joués MT : Matchs joués en tant que titulaire : but : joueur entré : joueur remplacé : capitaine : carton jaune : carton rouge |
| Wilfried Bony        | -        | 27       | 85       | 5        | 24       | 141      | -           | 4        | 1        | Abréviations et symboles : TT : Total de minutes jouées MJ : Nombre de matchs joués MT : Matchs joués en tant que titulaire : but : joueur entré : joueur remplacé : capitaine : carton jaune : carton rouge |

#### Buteurs
| Buts | Joueurs          | Adversaires            |
| ---- | ---------------- | ---------------------- |
| 2    | Wilfried Zaha    | Namibie Mali           |
| 2    | Jonathan Kodjia  | Afrique du Sud Algérie |
| 1    | Maxwel Cornet    | Namibie                |
| 1    | Serey Dié        | Namibie                |
| 1    | Max-Alain Gradel | Namibie                |